# Agapornis personatus
El inseparable enmascarado o inseparable cabecinegro (Agapornis personatus) es una especie de ave psitaciforme de la familia Psittacidae nativa de las regiones nororientales de Kenia y Tanzania. Es ampliamente criado en cautiverio como mascota o ave de jaula. Es uno de los inseparables más resistentes y comunes en el mercado de aves, muy atractivo por su sorprendente aspecto.

## Descripción
El inseparable enmascarado está entre los Agapornis más pequeños. Su tamaño promedio es de entre 14.5 y 15 cm. Es una especie con muchas variantes de colores, debidas a mutaciones. Su principal característica es el color negruzco o castaño casi negro de la cabeza, con cada ojo de color iris marrón oscuro y pupila negra, rodeado de un anillo blanco grande, por lo que parece estar enmascarado. El pico es rojo brillante o rosa palo, los ejemplares con este color de pico lo tendrán naranja al nacer e irá cambiando a medida que crecen. La forma silvestre tiene el cuello y la parte superior del pecho de color amarillo, y a veces toma un tono anaranjado, mientras que los de tonalidades azules y negras tienen la parte superior del pecho blanca.
Se alimenta de una dieta variada, principalmente de semillas y fruta o vegetales frescos.[cita requerida]

## Vocalización
El inseparable enmascarado es, como todos los inseparables, un ave muy vocalizadora: produce gritos muy intensos y de tono alto, pero no es exageradamente ruidoso. Los inseparables raramente hablan, pero existe la posibilidad de que aprendan a imitar el habla humana si se les enseña desde muy jóvenes. 

## Reproducción
Esta especie es, entre los Agapornis, la que más pronto acude al nido. Puede reproducirse todo el año, excepto cuando la hembra muda. Ésta pone normalmente cuatro huevos, y el macho hace mucha compañía a su pareja.